# Haunted Highway
Haunted Highway, (originariamente chiamata Paranormal Highway), è una serie televisiva statunitense di investigazioni su fenomeni paranormali prodotta dalla BASE Productions e trasmessa a partire dal 3 luglio 2012, su Syfy.
Il programma segue due team di investigatori; Jack Osbourne, (figlio del cantante Ozzy Osbourne), l'investigatore Dana Workman e gli investigatori di Fact or Faked: Paranormal Files Jael de Pardo e Devin Marble.
Nel quinto episodio della serie, Osbourne ha annunciato che gli è stata diagnosticata la sclerosi multipla (SM) e che si sarebbe temporaneamente ritirato dalla serie.
Il 22 aprile 2013 Syfy ha rinnovato la serie per una seconda stagione di 6 episodi che ha debuttato il 27 novembre 2013.

## Format
Le due squadre attraversano in auto le autostrade e strade d'America, indagando su vari casi di presunti avvistamenti di Criptidi. Nell'introduzione, Osbourne afferma che egli ha avuto interesse per il paranormale fin da quando era un bambino.

## Cast
- Jack Osbourne - Team Leader
- Dana Workman - Ricercatore
- Jael de Pardo - Investigatore
- Devin Marble - Investigatore
- Jerry VerHagen - Prete
- Mike Hawk - Head Cryptologist